# Mops
Der Mops ist eine von der FCI anerkannte englische Hunderasse (FCI-Gruppe 9, Sektion 11, Standard Nr. 253).

## Herkunft und Geschichtliches
Der Mops stammt aus Asien, vermutlich aus dem Kaiserreich China, wo er vor mehr als 2000 Jahren aus doggenähnlichen Hunden herausgezüchtet wurde. Er galt als Kaiserhund und es war ein Privileg der Kaiser, ihn besitzen und anfassen zu dürfen. Man vermutet, dass Hunde, die nicht zur Weiterzüchtung geeignet waren, von den Züchtern teuer an das Volk verkauft wurden.
Trotz seiner geringen Größe wird er zu den Molossern gezählt. Im 16. Jahrhundert kamen seine Vorfahren mit der Niederländischen Ostindien-Kompanie in die Niederlande. Von dort breitete sich der Mops in den Salons der Damen aus, von wo aus er auch als Beigabe in die Malerei gelangte, so zum Beispiel in das Bildnis der Marquesa de Pontejos von Francisco de Goya, oder als historischer Begleiter einige Berühmtheit erfuhr, wie zum Beispiel Fortuné, der Mops von Joséphine de Beauharnais; um 1900 wurde er dort von dem Pekinesen abgelöst. Ab 1918 kam es zu einem neuen Aufschwung seiner Rasse als Modehund.
Der Mops in seiner historischen Form ist durch Gemälde des Malers William Hogarth überliefert, auf dem neben dem Selbstporträt des Malers auch sein Mops Trump abgebildet ist.
In Brehms Tierleben von 1927 wird die ursprüngliche Kopfform besonders deutlich.

## Beschreibung
Der Mops hat glattes, kurzes und weich-glänzendes Fell in den Farben einfarbig, schwarz, silbergrau, verschiedene Nuancen beige (von weißgelb bis apricot), Grundfarbe in deutlichem Kontrast zu Abzeichen. Die Abzeichen am Kopf, die Maske, Stirnflecke und Muttermale an den Backen sind deutlich abgegrenzt und so schwarz wie möglich. Die kleinen Ohren fallen nach vorne und bilden ein sogenanntes Knopfohr, aber auch Rosenohren sind erlaubt. Die Rute sollte hoch angesetzt und so eng wie möglich über die Hüfte gerollt sein. Eine doppelt eingerollte Rute ist höchst erwünscht.  Im Rassestandard der FCI ist ein Idealgewicht von 6,3 bis 8,1 kg festgelegt. Ferner forderte der FCI-Standard bis 2010 etwas vorstehende Augen, das Fehlen eines deutlich erkennbaren Fangs, so dass der Hund im Seitenprofil flach ist, sowie eine dicke Nasenfalte, die den Nasenschwamm vollständig verdeckt. Mit der Fassung vom 13. Oktober 2010 wurde der FCI-Standard in diesen Punkten abgeändert.
Zuchtbuchführende Mitgliedsvereine innerhalb des Verbands für das Deutsche Hundewesen (VDH) sind der Club für den Mops, Verband Deutscher Kleinhundezüchter und Deutscher Mopsclub.

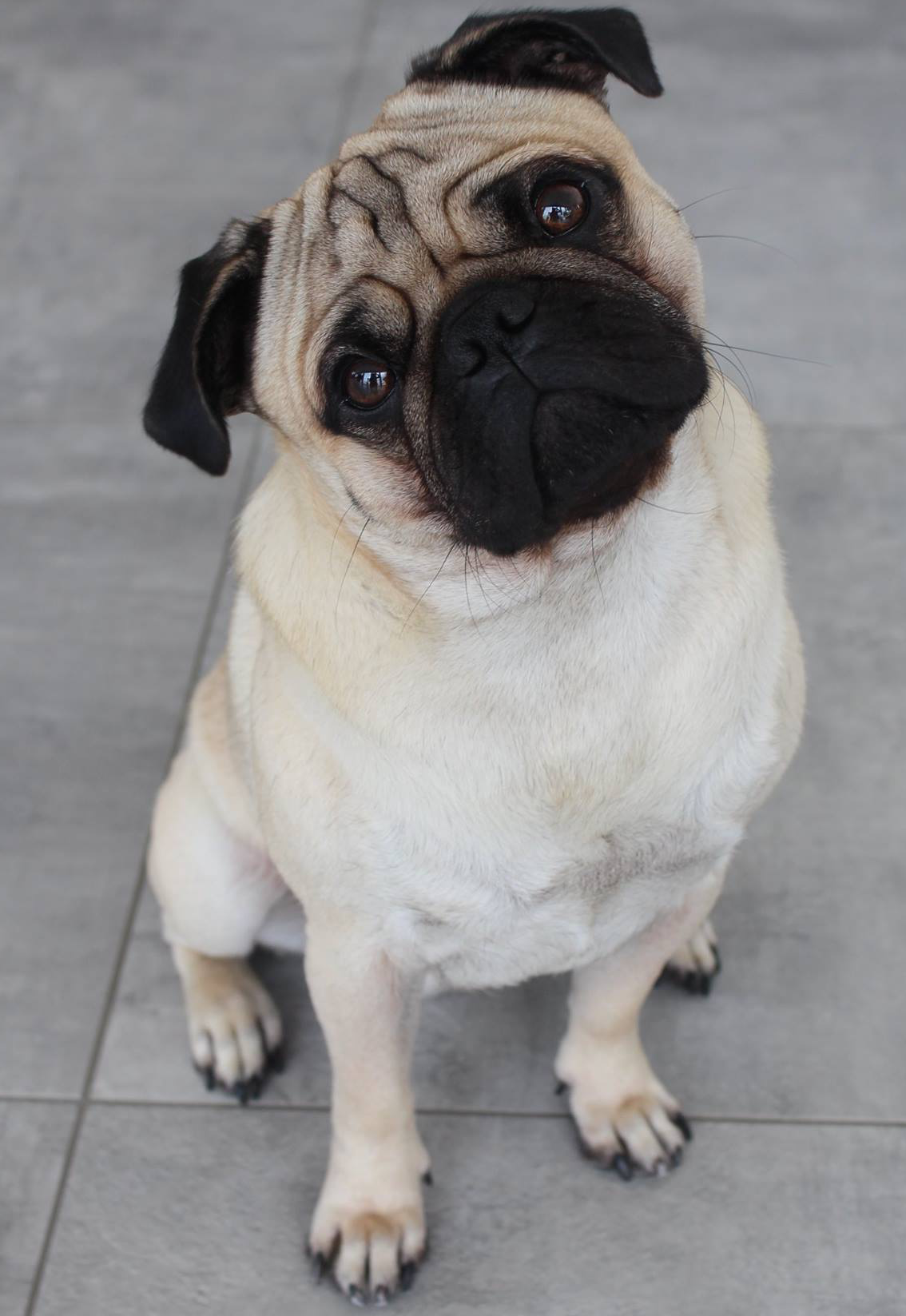
Beiger Mops mit schwarzer Maske

## Wesen
Die FCI beschreibt das Wesen so: „Viel Charme, Würde und Intelligenz. Ausgeglichen, fröhlich und lebhaft.“ Da er zu Übergewicht neigt, ist eine ausgewogene Ernährung wichtig. Der Mops ist sehr mutig und unterschätzt oft Gefahrensituationen, z. B. auch mit anderen Hunden, da er ihm entgegengebrachte Aggressionen oft nicht richtig deuten kann.
Da er sehr gutmütig ist, kann er gut mit anderen Haustieren gehalten werden.

## Gesundheit

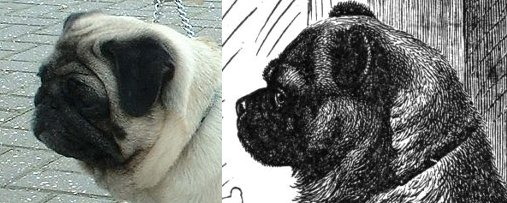
Vergleich der Kopfform 2003 (links) und 1927 (rechts)

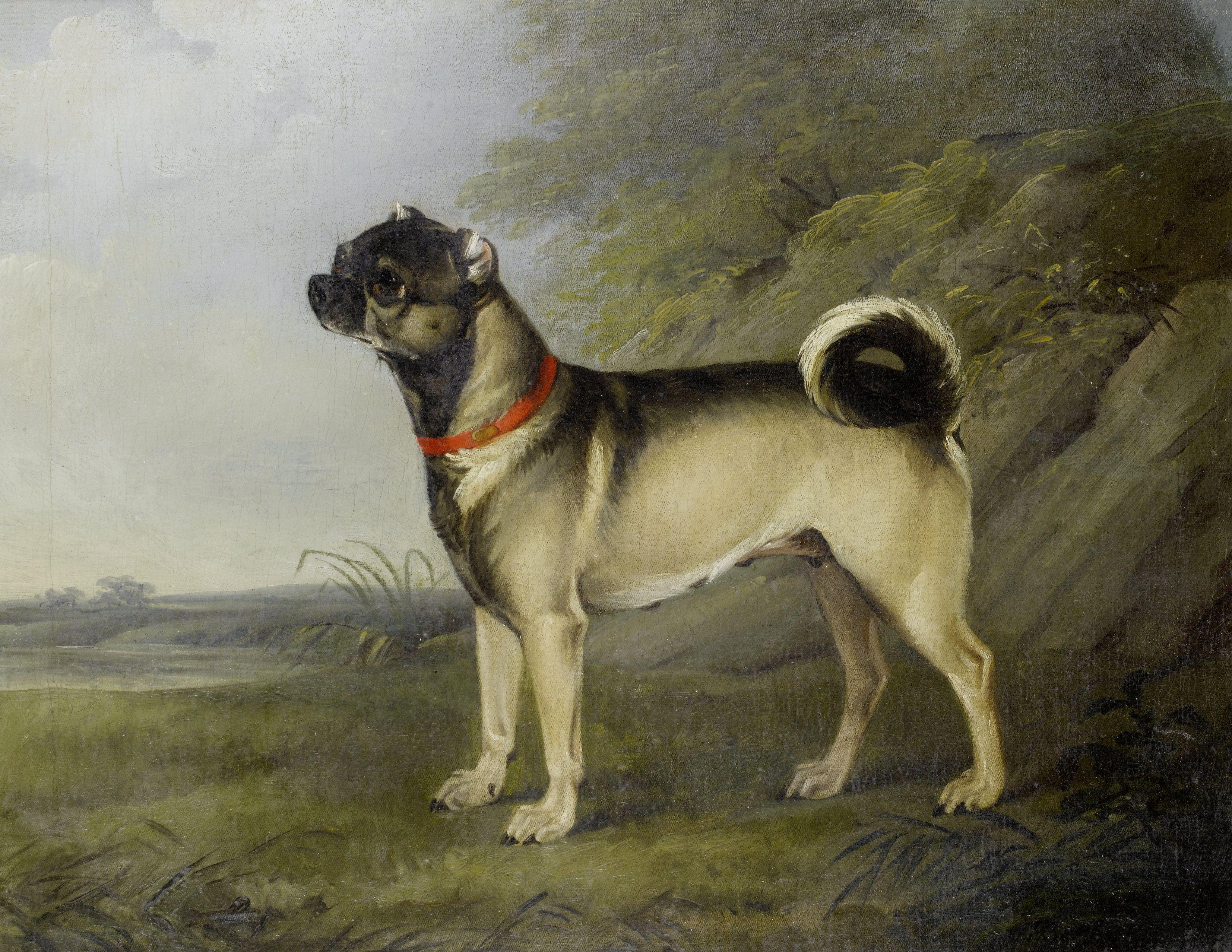
Henry Bernard Chalon: A favourite Pug bitch. Gemälde Öl auf Leinwand 1802

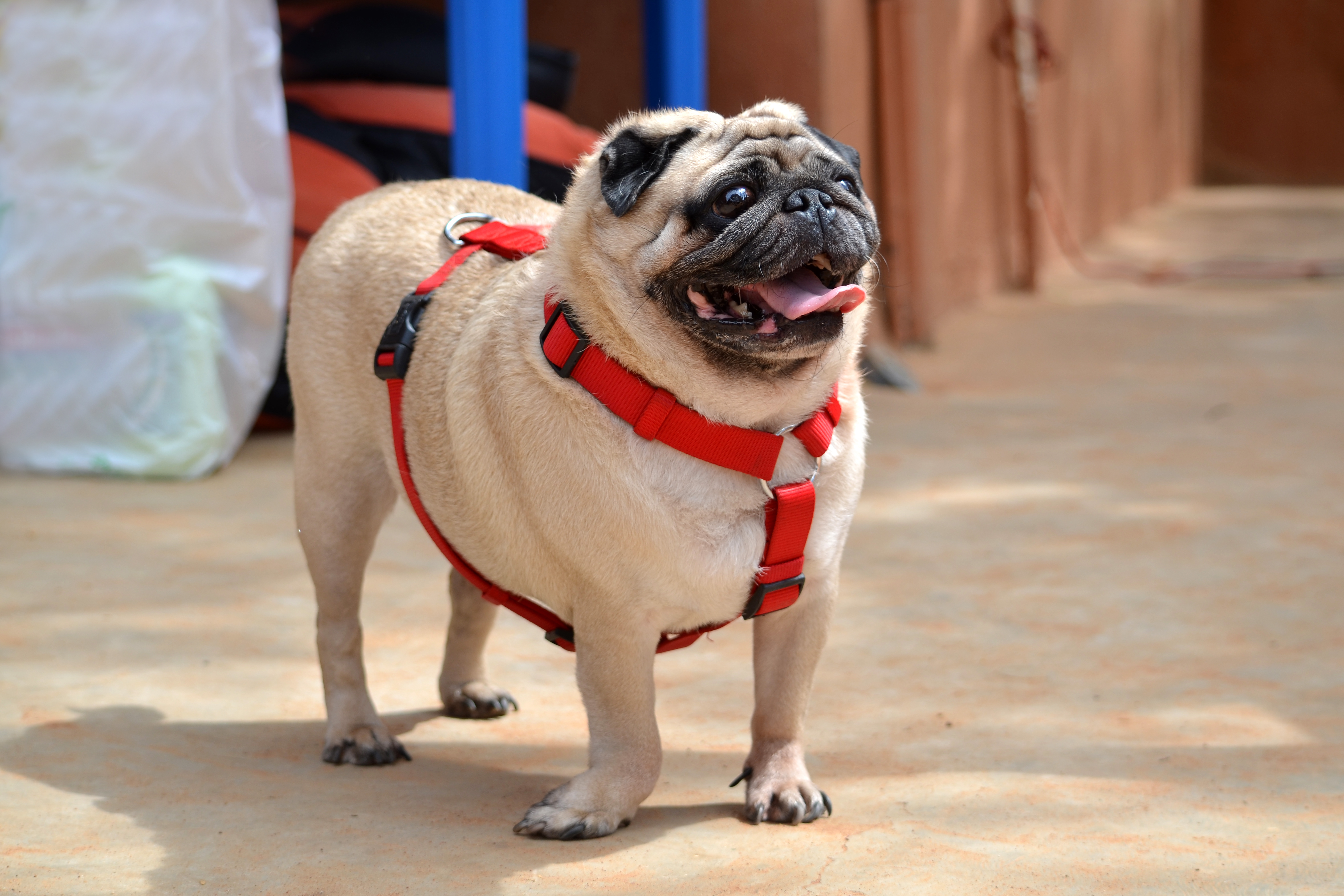
Fotografie von einem einjährigen Mops 2014 mit ausgeprägter Brachyzephalie, Exophthalmus und Valgus carpi rechts

Der Mops ist eine brachycephale Rasse, das heißt, er hat einen rundlichen Kopf und eine kurze Schnauze mit leicht hervorstehenden Augen. Deshalb kommt es bei dieser Rasse im Rahmen eines brachycephalen Syndroms oft zu schwerwiegenden Problemen mit der Atmung. Eine empirische Studie unterzog 47 Möpse einem standardisierten Belastungstest nach den Richtlinien des Deutschen Mopsclubs, der diese Studie auch finanziell unterstützt hat. Hierbei mussten die Tiere eine Entfernung von 1 km in rund 11 Minuten laufen, dies entspricht knapp 5,5 km/h und somit einem etwas schnelleren Spaziergang. Rund die Hälfte der Tiere konnte den Normtest nicht bestehen. Dabei spielte es für das Testergebnis keine Rolle, ob die Möpse aus einer Verband-für-das-Deutsche-Hundewesen-Zucht oder einer Zucht außerhalb des VDH entstammten.  Tiere, die den Test auch im wiederholten Fall nicht bestehen, dürfen nicht für die Zucht verwendet werden. Ein Ergebnis der Studie war, dass Möpse mit erhöhter Atemfrequenz schon vor der Belastung den Belastungstest nicht bestehen konnten. Verletzungen der Hornhaut durch ständige Reizung mit Haaren der Nasenfalte können ebenfalls vorkommen.
Die Pug-Dog-Enzephalitis ist eine rassespezifische entzündliche Erkrankung des Zentralen Nervensystems, die beim Mops in etwa 1 % der Fälle vorkommt. Die Krankheit ist erblich und ähnelt klinisch der akuten Form der multiplen Sklerose des Menschen. Um eine weitere ungebremste Ausbreitung der Genmutation in der Mopspopulation zu verhindern, ist seit 2015 im Club für den Mops ein Gentest auf den PDE/NME Risikofaktor eine Pflichtuntersuchung für alle Zuchthunde. Möpse, die Träger der Genmutation sind, dürfen nur mit Möpsen verpaart werden, die die Genmutation nicht aufweisen. Damit wird das Risiko auf einen Ausbruch der Krankheit auf ein Minimum reduziert.
Züchterische Übertreibungen können insbesondere beim Mops zu zahlreichen weiteren gesundheitlichen Problemen bis hin zu Erscheinungen von Qualzucht führen. In diesen Fällen stimmt oft die Relation der Größe der Muttertiere zu der der Welpen nicht mehr. Die Welpen sind dann zu groß für die kleinwüchsigen Muttertiere und es kommt zu Gebärschwierigkeiten. Durch den zu kurzen Fang sind die Hündinnen manchmal nicht in der Lage, ihre Welpen abzunabeln. Fehlbildungen der Rute und damit einhergehende Probleme der Wirbelsäule können ebenfalls auftreten (siehe Brachy- und Anurie sowie Verkrüppelung der Schwanzwirbelsäule), außerdem Spina Bifida als Auswirkung des zuchtgemäßen Extrems der Ringelrute.
Um den Gesundheitszustand (hier vornehmlich ein mögliches Atemwegssyndrom) der im Verband für das Deutsche Hundewesen gezüchteten Möpse weiter zu verbessern, haben sich VDH, Bundestierärztekammer, Deutsche Veterinärmedizinische Gesellschaft und die Gesellschaft zur Förderung Kynologischer Forschung zusammengeschlossen, um für alle Zuchthunde einen neuen Fitnesstest zu entwickeln. Nach Abschluss der Testphase im Sommer Jahr 2021 sollen damit für die Zukunft alle Möpse mit Atemwegssyndrom schon vor einem möglichen Zuchteinsatz identifiziert werden und so erst gar nicht in die Zucht gelangen. Ein weiterer Aspekt dieser Kooperation ist die Vermeidung eines möglichen Zuchtverbots der Rasse Mops im VDH in Deutschland.

### Zuchtverbot in den Niederlanden
In den Niederlanden ist die Zucht von kurznasigen Hunden aller Rassen, einschließlich der Mischlinge, grundsätzlich verboten, soweit deren Nasenlänge nicht mindestens ein Drittel der Kopflänge beträgt. Für die Rasse Mops bedeutet dies, dass mit Möpsen gezüchtet werden darf, wenn die Nasenlänge mindestens ein Drittel der Kopflänge beträgt. Liegt die Nasenlänge unter einem Drittel, darf mit diesen Möpsen nicht gezüchtet werden. Der niederländische Zuchtverein Commedia unter dem Dach des Raad van Beheer (vergleichbar mit dem deutschen VDH) hat daraufhin bis auf weiteres die Zucht eingestellt. Commedia und Raad van Beheer arbeiten nun an neuen Zuchtstrategien für die Rasse Mops, die mit dem Tierschutzgesetz in den Niederlanden vereinbar sind bzw. die Duldung des Gesetzgebers in den Niederlanden finden (Sachstand Juni 2019). Im Januar 2023 wurden Überlegungen bekannt, dass auch die Haltung untersagt werden könnte.

### Retromops

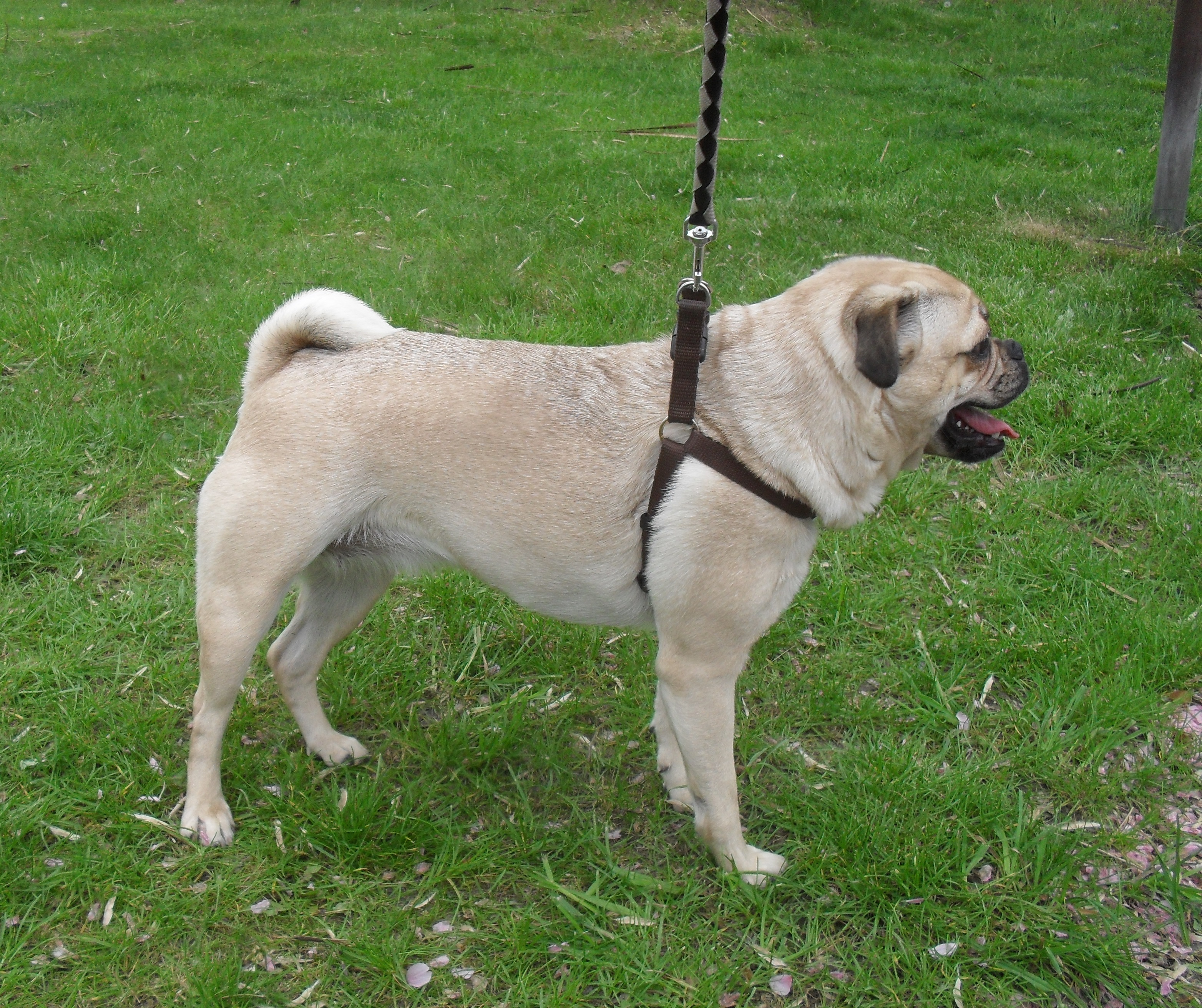
Retromops

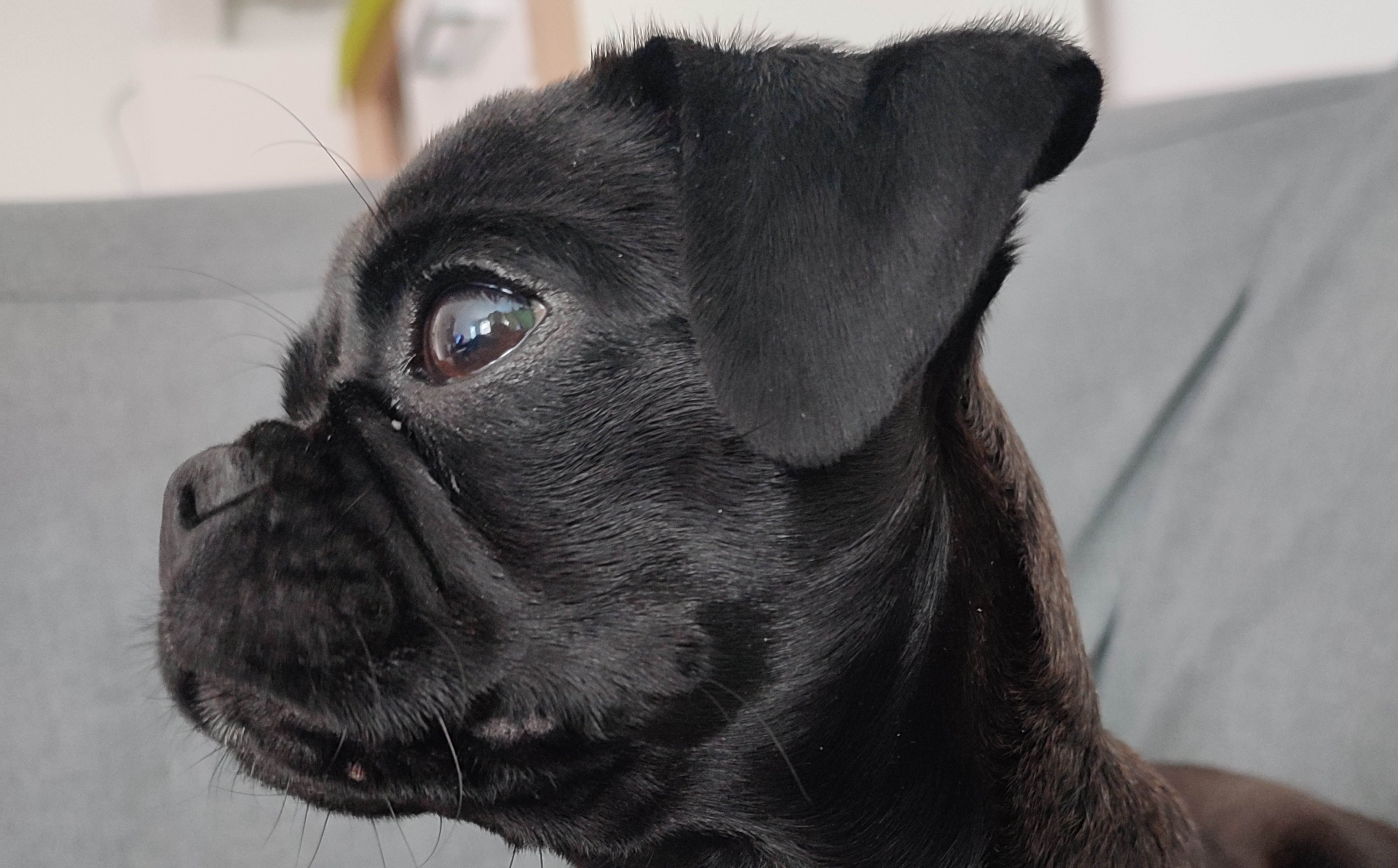
Kopf eines erwachsenen Retromopses. Die längere Schnauze und die tieferen Augen sind ersichtlich.

Aus dem Wunsch heraus, den rassetypischen Gesundheitsproblemen entgegenzuwirken, gibt es Versuche einer Rückzüchtung zum Erscheinungsbild des Mopses im 19. Jahrhundert. Hierfür wurden Mops und Parson Russell Terrier verpaart. Daraus entwickelte sich zuerst die eigene Rasse Rassmo. 2006 bildete sich ein Züchterkreis (ZKR), der keine separate Rasse zum Ziel hat, sondern einen „gesunden“ Mops. Die ebenso aus dem Mops mit Einkreuzung des Parson Russel Terriers entstandenen Hunde heißen Retromops. In einer Studie, bei der 42 Möpse und 7 Retromöpse einem Belastungstest unterzogen wurden, fielen 50 % der Möpse durch, die Retromöpse bestanden den Test. Aufgrund der sehr geringen Stichprobenzahl ist noch keine Aussage über alle Retromöpse möglich. Die Ausprägung der Symptome des brachycephalen Syndroms ist unterschiedlich von noch erkennbar bis sehr gering.

## Der Mops in der Kultur

### Wahrzeichen oder Symbolfigur und prominente Möpse

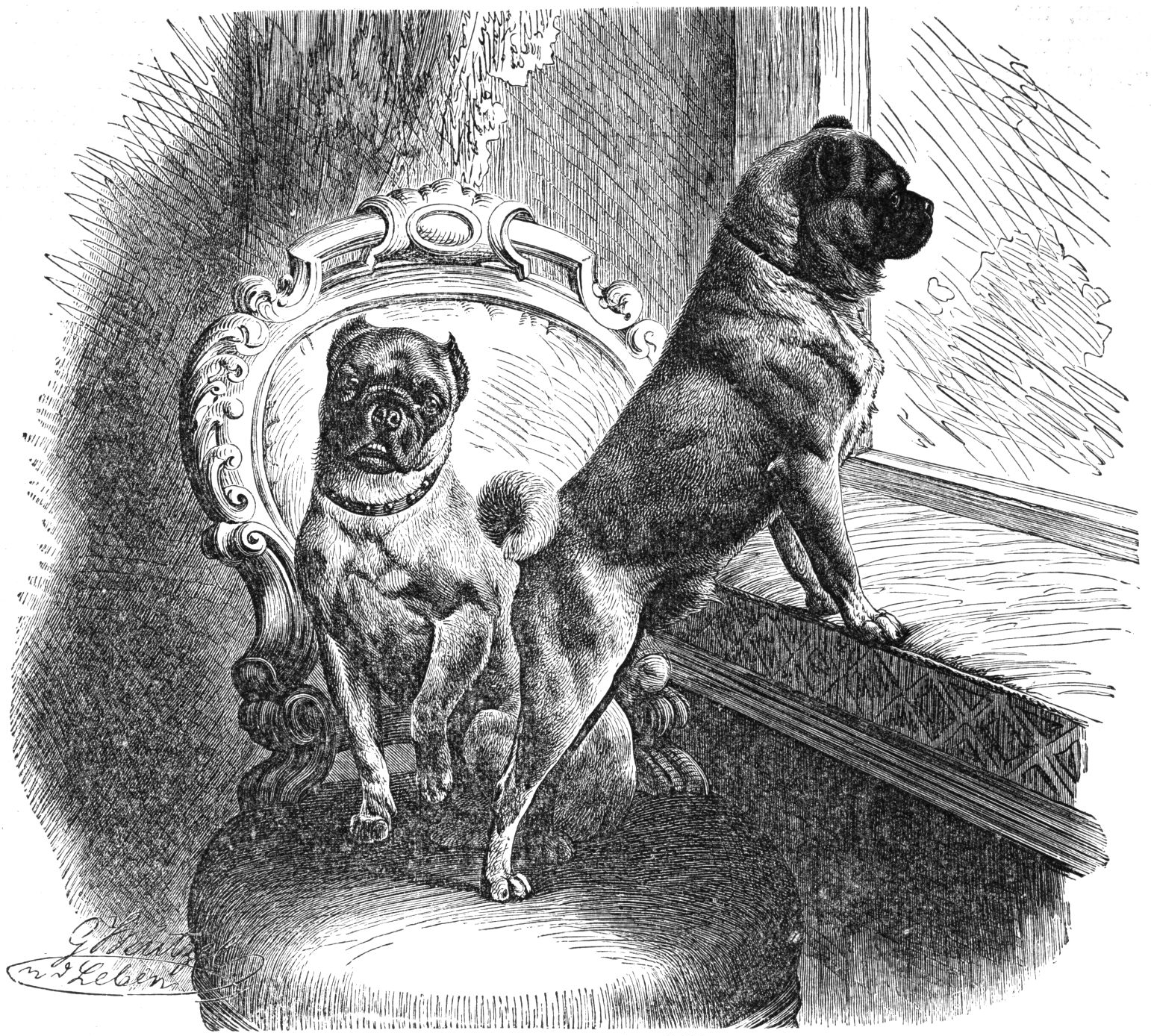
Mops in Brehms Tierleben, Small Edition 1927

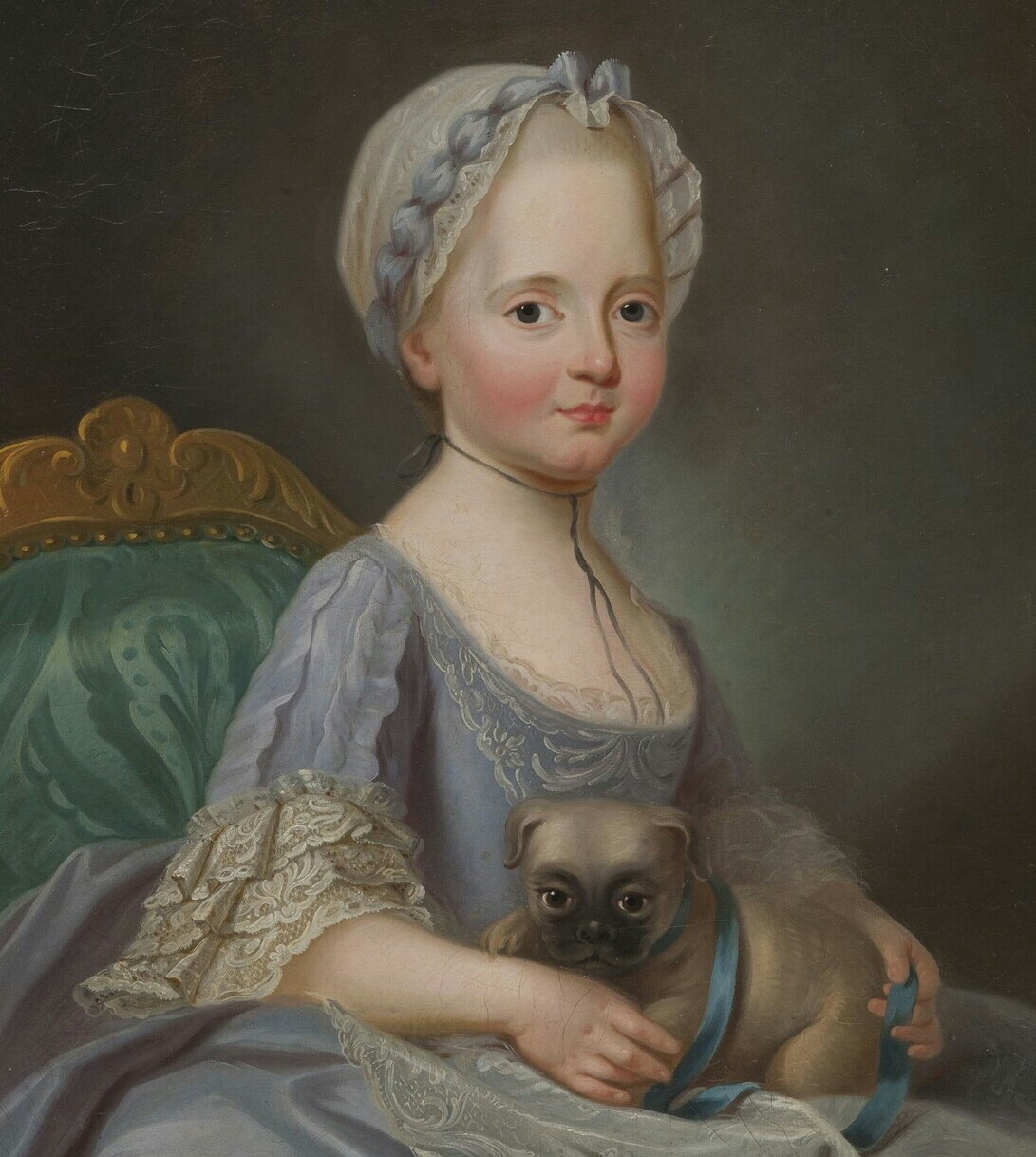
Madame Élisabeth von Frankreich mit ihrem Mops (François-Hubert Drouais, 1770)

- In Bretten fand im Jahre 1504 eine Belagerung durch Ulrich von Württemberg statt, die der Sage nach nur durch einen Mops, das Brettener Hundle, beendet werden konnte. Auch heute wird das erfolgreiche Standhalten gegen die Belagerung noch mit dem Peter-und-Paul-Fest gefeiert. Der historische „Hundles-Brunnen“ mit dem Brettener Hundle gilt als Wahrzeichen der Stadt. Ein Vorbild des Hundes auf dem Brunnen findet sich auf einem Sockel an der Südseite des Chores der evangelischen Stiftskirche.
- In Winnenden erinnert ein Denkmal an den Mops des Herzogs Karl Alexander von Württemberg-Winnental. Dieser soll bei der Schlacht um Belgrad im Kampfgetümmel gegen die osmanischen Truppen im Jahr 1717 den Kontakt zu seinem Herrn verloren haben und allein zum Schloss Winnenthal bei Winnenden zurückgelaufen sein.
- Ein Mops aus Porzellan war Symbolfigur des Mopsordens, einer Gesellschaft freimaurerischer Prägung aus dem 18. Jahrhundert.[16]
- An einem Denkmal in Herrenberg führt ein Mops eine Prozession an (Pendelschlag 2000: Jerg Ratgeb, Köche und ein Mops).
- Dem Prinzen Wilhelm I. dem Schweiger von Oranien, Statthalter der Niederlande, soll ein Mops namens „Pompey“, der ihn nie verließ, im Heerlager zu Hermigny durch lautes Bellen das Leben gerettet haben. Dies soll nachts im Jahre 1570 geschehen sein, als er in seinem Zelt schlief und durch das Bellen vor spanischen Schergen, die ihn ermorden wollten, gewarnt wurde.
- Als Wilhelm von Oranien (der Statthalter der Niederlande) und seine Gemahlin Maria II. Stuart von England im Jahr 1688 von Oranien nach England kamen, brachten sie ihre angebeteten Möpse mit, woraufhin die gesamte englische Aristokratie dem Mops verfiel.
- Als Napoleon den Herzog von Enghien 1804 erschießen ließ, wurde dieser von seinem Mops „Mohilof“ auf dem Weg zur Hinrichtungsstätte begleitet.[17]
- Im italienischen Volkstheater, der Commedia dell’arte, trat der Mops auf, anstelle eines Affen, der schwerer zu beschaffen war. Seine französische Bezeichnung Carlin verdankt er dem italienischen Schauspieler Carlo Bertinazzi, genannt Carlin, der im 18. Jahrhundert als Harlekin der Commedia dell’arte berühmt war und diesen Hund in Mode brachte.

### Belletristik

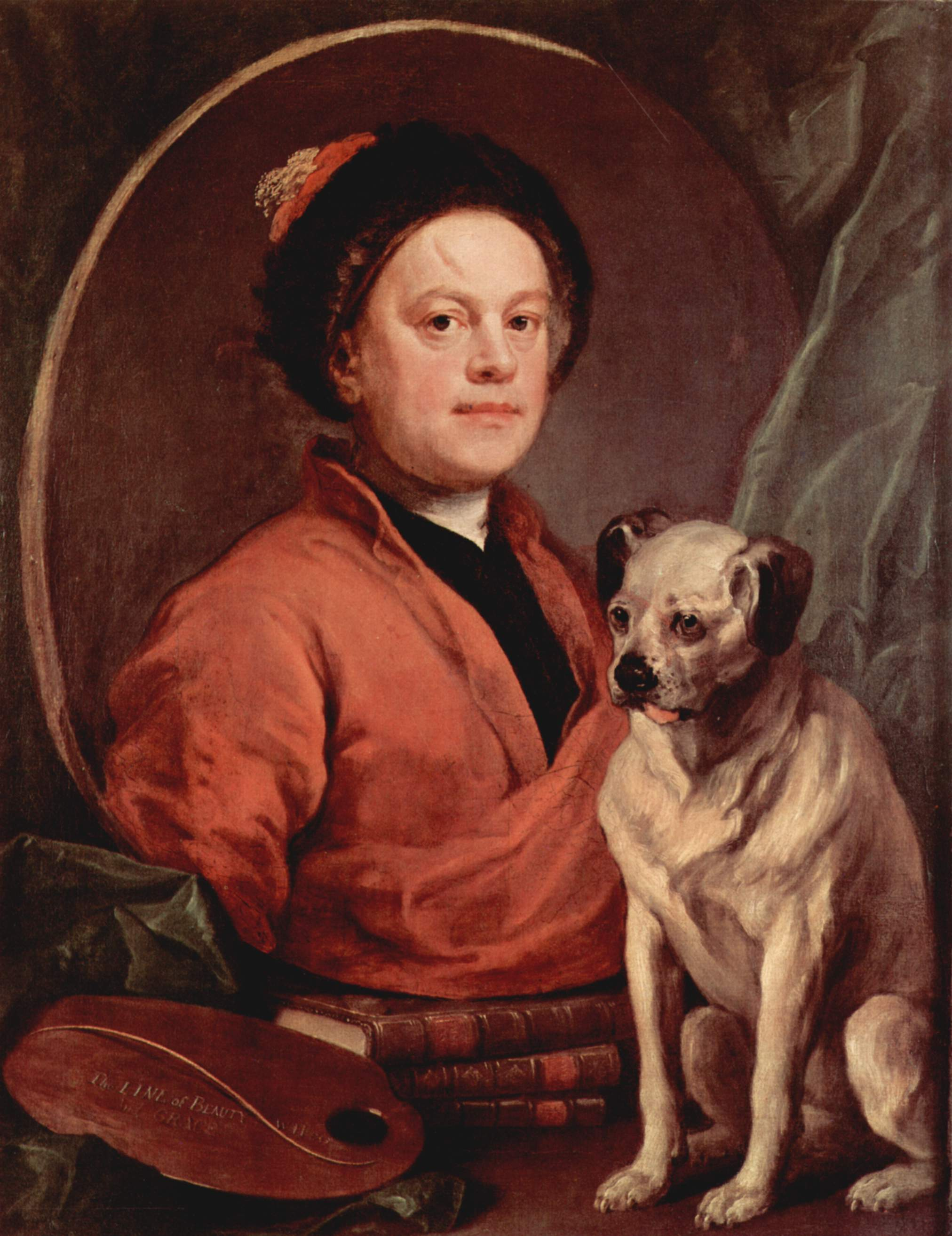
William Hogarth: Der Maler und sein Mops, Selbstporträt mit Mops Trump, 1745

- Der Mops von Bornholm von Emanuel Eckardt, 1985
- Der Mops von Edelstein, Erzählung in ‚Das Märchen‘ aus ‚Unterhaltungen deutscher Ausgewanderter‘, 1795 von Johann Wolfgang von Goethe[18]
- Wilhelm Busch: Plisch und Plum. 1882.
- Ernst Jandl: ottos mops – das wohl bekannteste deutschsprachige Gedicht über einen Mops
- Der Mops von Fräulein Lunden in „Der wohltemperierte Leierkasten“ von James Krüss, 1961
- Möpse und Menschen. Eine Art Biographie von Loriot, Diogenes-Verlag, Zürich, 1983, ISBN 3-257-01653-0
- Mops und Moritz. Mopsiaden oder Eine dicke Freundschaft von Gert Haucke, Rowohlt Taschenbuch, Reinbek bei Hamburg 1993. ISBN 3-499-20674-9
- Das Mopsbuch, Anthologie von Felicitas Noeske (Hrsg.), Auswahl literarischer Texte zum Mops, Insel-Verlag, Frankfurt am Main und Leipzig. 2001, ISBN 3-458-34478-0
- Reiner Jesse: Von Möpsen und anderen Menschen. AtheneMedia-Verlag, Dinslaken 2012, ISBN 978-3-86992-056-6.

### Lieder
- Als unser Mops ein Möpschen war, Volkslied mit Text von Hoffmann von Fallersleben; Die Erfurter Liedermaching-Combo Ingsteph & Ko vertonte den bekannten Text in einer Jazz-Parodie.
- Ein Mops kam in die Küche, Volkslied, Verfasser unbekannt, Melodie des Carnevale di Venezia.

### Zitat
„Ein Leben ohne Mops ist möglich, aber sinnlos.“